# Haptophyta
Haptophyta ou Prymnesiophyta, também chamadas de "algas douradas/amarronzadas" por conta da presença de pigmentos acessórios, é um grupo de algas unicelulares ou coloniais. Com cerca de 300 espécies distribuídas em, aproximadamente, 80 gêneros, as haptófitas constituem o fitoplâncton e são essencialmente marinhas (embora também possa se encontrar formas de água doce e raras formas terrestres). Os seus cloroplastos pigmentam-se de forma similar aos Heterokontophyta (como nas algas douradas, mas diferenciam-se no resto da estrutura celular, pelo que podem ser considerados uma linha evolutiva separada, na qual os cloroplastos são derivados de endossimbiontes similares. As mitocôndrias possuem cristas tubulares.
Quando monadais, as células possuem a presença de dois flagelos iguais (podendo, também, haver a ocorrência de flagelos desiguais, como no caso do gênero Pavlova) que são lisos, e uma estrutura estritamente característica do grupo denominada haptonema, que é superficialmente similar a um flagelo mas que se diferencia do mesmo pelo conjunto de microtúbulos e em sua função. O filo pode receber duas nomeações distintas entre os pesquisadores: a primeira é Haptophyta, que vem do grego, hapsis, tacto e de nema, hilo, evidenciando a presença marcante do haptonema; ou Prymnesiophyta, por conta do gênero Prymnesium, importante devido à ocorrência de florações. 
Os Haptophyta mais conhecidos são os cocolitóforos (ordens Coccolithales e Isochrysidales), que possuem em sua superfície celular a presença de placas/escamas orgânicas que sofrem um processo de calcificação denominadas cocolitos (o conjunto de cocolitos é denominado cocolitosfera). Constituem o fitoplâcton marinho mais abundante, especialmente em mar aberto e é extremamente abundante como microfóssil. Outros Haptophyta plactónicos incluem Chrysochromulina e Prymnesium, que periodicamente produzem blooms de algas tóxicos, e Phaeocystis que produz blooms que geram uma espuma desagradável que se acumula nas praias. Estudos moleculares e morfológicos dividem Haptophyta em cinco ordens.
Um exemplo de cocolitoforídeo é a Emiliania huxleyi que pode formar florações cobrindo milhares de quilômetros quadrados no oceano.